# ドレス (愛美の曲)
「ドレス」は、愛美の楽曲。2022年2月23日にKING AMUSEMENT CREATIVEより、各種音楽配信サービスにてリリースされた。

## 概要
前作『LIGHTS』から約2か月のリリースとなる。
今作の作詞作曲は、ボカロPとして活動している音楽プロデューサーのDECO*27が手掛けており、2021年12月26日に開催された「愛美 ONEMAN LIVE “AI Mean It!!”」にて初披露された。

## 収録内容
| #  | タイトル   | 作詞・作曲 | 編曲     | 時間 |
| -- | ---------- | ---------- | -------- | ---- |
| 1. | 「ドレス」 | DECO*27    | Rockwell | 2:39 |